# Olivier Andurand
Pour les articles homonymes, voir Andurand.
Olivier Andurand est un historien français, spécialiste d'histoire religieuse et politique de la France du XVIIIe siècle.

## Biographie
Après des études secondaires au lycée Victor Hugo de Poitiers, puis en Lettres Supérieures et Première Supérieure (A/L) au lycée Descartes de Tours, Olivier Andurand poursuit des études d'histoire à l'université François Rabelais et à l'université Paris Nanterre. Agrégé d'histoire en 2004, il est professeur dans l'enseignement secondaire à Argenteuil, Herblay et Versailles (2004-2017). Il enseigne en classes préparatoires aux grandes écoles à Strasbourg (2017-2024), puis à Paris.
En 2013, il soutient une thèse intitulée Roma autem locuta. Les évêques de France face à l’Unigenitus. Ecclésiologie, pastorale et politique dans la première moitié du XVIIIe siècle, sous la direction de Monique Cottret. Chercheur rattaché au Centre d'Histoire des Sociétés médiévales et modernes (MéMo) de l'université Paris Nanterre, ses recherches portent sur le rôle des cardinaux et leurs réseaux d’influence dans l’Église de France du XVIIe au XVIIIe siècle ainsi que sur le jansénisme au XVIIIe siècle.

## Publications
- La Grande affaire. Les évêques de France face à l'Unigenitus, Rennes, Presses universitaires de Rennes, 2017  (ISBN 978-2-7535-5390-3)
- Les forces de la modération. Ligne politique ou accommodements raisonnés dans les crises politico-religieuses européennes (XVIe -XIXe siècles), Olivier Andurand, Albane Pialoux (dir.), Bruxelles, Peter Lang, 2020  (ISBN 978-2-8076-1428-4)
- Histoires croisées. Politique, religion et culture du Moyen-Âge aux Lumières. Études offertes à Monique Cottret, Olivier Andurand, Myriam Deniel-Ternant, Caroline Galland, Valérie Guittienne-Mürger (dir.), Nanterre, Presses universitaires de Paris Nanterre, 2019  (ISBN 978-2-8401-6330-5)
- Port-Royal et l’Italie, Chroniques de Port-Royal, n° 74, Olivier Andurand, Clément Van Hamme (éd.), Paris, 2024  (ISBN 979-1-0923-6011-0)
- Port-Royal et la sainteté, Chroniques de Port-Royal, n° 69, Olivier Andurand, Philippe Luez, Éric Suire (éd.), Paris, 2019  (ISBN 979-1-0923-6006-6)
- 8 septembre 1713 : le choc de l’Unigenitus, Chroniques de Port-Royal, n° 64, Olivier Andurand, Sylvio Hermann De Franceschi (éd.), Paris, 2014  (ISBN 979-1-0923-6001-1)
- Mouvements protestataires et luttes populaires en France (1831-1968), Joëlle Alazard, Olivier Andurand, Myriam Deniel-Ternant, Aline Fryszman, Marianne Guérin (éd.), Paris, Bréal, 2023  (ISBN 978-2-7495-5282-8)
- Les mondialisations des années 1880 au milieu des années 1930, Joëlle Alazard, Olivier Andurand, Aline Fryszman, Marianne Guérin (éd.), Paris, Bréal, 2024  (ISBN 978-2-7495-5605-5)